# Hans af Slesvig-Holsten-Sønderborg-Glücksborg
Prins Hans til Slesvig-Holsten-Sønderborg-Glücksborg (5. december 1825 – 27. maj 1911) var en dansk-tysk prins af Slesvig-Holsten-Sønderborg-Glücksborg, der var en yngre søn af Hertug Vilhelm af Slesvig-Holsten-Sønderborg-Glücksborg og Louise Karoline af Hessen-Kassel.
Prins Hans var lillebror til Kong Christian 9. af Danmark. Han gjorde militær karriere i preussisk tjeneste, indtil han bosatte sig i Danmark i 1854. Han fungerede en kort periode i 1867 som regent i Grækenland mens hans nevø, Kong Georg 1. af Grækenland, var bortrejst.

## Biografi

### Fødsel og familie
Prins Hans blev født den 5. december 1825 på Gottorp Slot i Hertugdømmet Slesvig som det niende barn og sjette søn af hertug Vilhelm af Slesvig-Holsten-Sønderborg-Glücksborg og Louise Karoline af Hessen-Kassel. Han blev døbt med navnet Johan, opkaldt efter sin stamfader og Glücksborg Slots bygherre, hertug Hans den Yngre.
Prins Hans' far havde været overhovede for slægten Slesvig-Holsten-Sønderborg-Beck, en fjern og ubetydelig sidelinje til det danske kongehus, der nedstammede fra Kong Christian 3. Ved et kongeligt patent af 6. juni 1825, et halvt år før Prins Hans' fødsel, havde Kong Frederik 6. af Danmark imidlertid overdraget Glücksborg Slot til Vilhelm og udnævnt ham til Hertug af Slesvig-Holsten-Sønderborg-Glücksborg. Prins Hans' mor var datter af Landgreve Karl af Hessen, dansk feltmarskal og statholder i hertugdømmerne Slesvig og Holsten, og Prinsesse Louise af Danmark, datter af Kong Frederik 5.
Prins Hans havde ni søskende, heriblandt den senere kong Christian 9. af Danmark.

### Opvækst
Prins Hans voksede op med sine mange søskende på Glücksborg Slot, hvor han blev opdraget sammen med sine søskende under faderens ledelse. "Jeg opdrager mine sønner med strenghed, for at disse skulle lære at adlyde, uden at jeg dog derfor undlader at gøre dem tilgængelige for nutidens krav og fordringer", skrev hertugen til en ven. Hertug Vilhelm døde imidlertid allerede som 46-årig i 1831. På Glücksborg Slot, moderens enkesæde, fortsattes og afsluttedes hans undervisning. I 1842 blev han konfirmeret sammen med sin storebror, Prins Julius.

### Militær karriere
Efter beslutning fra Christian 8. trådte Prins Hans i 1842 i preussisk militærtjeneste og blev 20. juni, efter sin officerseksamen i Berlin, udnævnt til sekondløjtnant i det 27. preussiske infanteriregiment i Magdeburg. Her gjorde han tjeneste i to år. Fra 1844 til 1846 studerende han Kameralvidenskab ved Bonns Universitet og kom i 1847 til det preussiske gardedragonregiment i Berlin. Her deltog han i undertrykkelsen af Martsrevolutionen i Berlin i 1848. Under Treårskrigen kæmpede han mod Danmark som del af det troppekontingent Preussen sendte til Slesvig-Holsten for at komme de slesvig-holstenske oprørere til undsætning. Allerede i 1849 bad han sig dog fritaget for denne tjeneste, som følge af den interessekonflikt han dermed var havnet i. Derefter gjorde han tjeneste ved forskellige afdelinger, indtil han avancerede til ritmester i 1854. Året efter blev han sat à la suite med majors karakter og tog til Danmark hvor han bosatte sig København.
1862 blev der med Karl 15. af Sverige truffet aftale om Prins Hans ansættelse i den svenske hær, hvorpå han efter Frederik 7.s løfte efterfølgende skulle indtræde i den danske hær. Men da Prins Vilhelm modtog den græske krone, bestemte Frederik 7. i stedet, at Prins Hans skulle ledsage den nyudnævnte Georg 1. til Grækenland. Disse planer gik dog i vasken ved Frederik 7.s død i 1863.
Da 2. Slesvigske Krig brød ud i 1864, forlangte Prins Hans sin afsked i Preussen og blev 29. februar af sin bror, Christian 9., udnævnt til oberstløjtnant à la suite i det danske kavaleri. Efterfølgende repræsenterede han desuden lejlighedsvis Danmark ved diplomatiske opgaver, som bl.a. ved Prinsen af Wales’ ældste søn, Georg 5.s dåb 10. marts 1866 i London, hvor han skabte forbindelse med med kong Leopold 1. af Belgien, og derfor senere på sommeren blev sendt til Brüssel for at få Kong Leopold til at intervenere på Danmarks side i den dansk-tyske strid. I 1865 udnævntes han til oberst, og i 1867 til generalmajor.

### Regent i Grækenland
Fra marts til november 1867 forestod han regentskabet i Grækenland under sin nevø Kong Georg 1.'s første rejse fra landet på en tid, hvor forholdene var særdeles vanskelige på grund af den kretensiske opstand.

### Senere liv
Prins Hans døde 85 år gammel den 27. maj 1911 i Det Gule Palæ i København. Han blev begravet i Roskilde Domkirke.

## Titler og æresbevisninger
- 9. marts 1864 - Elefantridder

## Eksterne links
- Wikimedia Commons har flere filer relateret til Hans af Slesvig-Holsten-Sønderborg-Glücksborg
- Hans den Yngres efterkommere